# ニュータウン南瀬谷
ニュータウン南瀬谷（ニュータウンみなみせや）とは、神奈川県横浜市瀬谷区下瀬谷三丁目にあるニュータウンである。大和市に近い。

## 付近の施設・学校・医療機関など

### 小学校
- 横浜市立瀬谷さくら小学校※旧:横浜市立下瀬谷小学校（横浜市瀬谷区下瀬谷）

### 中学校
- 大和市立上和田中学校（大和市上和田）

### 高校
- 神奈川県立大和南高等学校（大和市上和田）

### 医療機関
- 津末歯科（横浜市瀬谷区下瀬谷）

### 店舗
- 相鉄ローゼン（横浜市瀬谷区下瀬谷）
- シャトレーゼ横浜下瀬谷店（横浜市瀬谷区下瀬谷）
- ラーメン花楽下瀬谷店（横浜市瀬谷区下瀬谷）

### 団地
- 県公社下瀬谷団地（横浜市瀬谷区下瀬谷）

### 最寄り駅
- 小田急江ノ島線 桜ヶ丘駅（大和市福田）

## 路線バス
ニュータウン南瀬谷には、バスの折返場がある。

### 相鉄バス
- 【綾1】境橋経由　大和駅
相鉄バス綾瀬営業所が担当。経路などは相鉄バス#綾瀬営業所担当路線を参照。
- 【旭28】南台派出所経由　三ツ境駅
- 【旭29】境橋経由　三ツ境駅
相鉄バス旭営業所が担当。経路などは相鉄バス#旭営業所担当路線を参照。